# Aglais transiens
Aglais transiens är en fjärilsart som beskrevs av Ksenzhopol'sky 1911. Aglais transiens ingår i släktet Aglais och familjen praktfjärilar. Inga underarter finns listade i Catalogue of Life.